# Pati (Talsperre)
Pati ist der Name einer großen in Planung befindlichen Talsperre und eines Wasserkraftwerkes in Argentinien. Sie wird am Paraná in der Nähe der Städte Reconquista in der Provinz Santa Fe und Goya in der Provinz Corrientes errichtet.
Der Wasserspiegel des Stausees wird 43 m über der Flusssohle liegen und die Länge des Stausees wird mit 300 km angegeben.
Das Absperrbauwerk ist eine Kombination aus einem Staudamm aus Erdschüttung und einer Gewichtsstaumauer. Zusammen sollen sie die außergewöhnliche Länge von 174,9 km bekommen, die zweitgrößte Länge einer Talsperre überhaupt.
Am Parana wird außerdem die Talsperre Chapetón gebaut, die noch etwas größere Abmessungen als Pati hat, unter anderem eine Länge von 224 km. Die Bauart und vieles andere wird jedoch gleichartig sein. Die maximale Kraftwerksleistung von Pati wird mit 3300 MW etwas größer sein als bei Chapetón. Die jährliche Energieproduktion soll 18.578 GWh betragen.
Die Bauarbeiten sind derzeit unterbrochen und der Zeitpunkt der Fertigstellung ist ungewiss.
Siehe auch:
- Liste der größten Talsperren der Erde
- Liste der größten Stauseen der Erde
- Liste der größten Wasserkraftwerke der Erde
- Liste von Talsperren der Welt